# أم تينة
أم تينة قرية في ناحية الفرقلس التابعة لمنطقة حمص في محافظة حمص في سورية.